# Giro del Lazio 1933
Il Giro del Lazio 1933, prima storica edizione della corsa, si svolse dal 6 al 9 aprile 1933 su un percorso di 680 km suddiviso in quattro tappe. Riservato a ciclisti indipendenti e dilettanti seniores (II e III categoria), fu vinto dall'italiano Giovanni Valetti, che completò la prova in 22h06'19" precedendo i connazionali Andrea Minasso e Guglielmo Segato. Dei 99 ciclisti al via, 57 portarono a termine la prova.

## Percorso
Il percorso della gara, organizzata dalla romana Associazione Sportiva Monti, era suddiviso in quattro tappe. La prima tappa, 151 km, relativamente semplice, dopo il via dal piazzale di Ponte Milvio, nella Capitale, transitò da Bracciano (km 40), Manziana, Allumiere (km 72, quota 490 m s.l.m., al termine della salita della Tolfa), Civitavecchia (km 92) e Vetralla, e si concluse a Viterbo. La seconda tappa, 165 km perlopiù collinari, partì da Viterbo e passò da Montefiascone, Bolsena, quindi, in Umbria, da Orvieto (km 50,5), Baschi, Narni, Terni (km 126,5) e Piediluco, per arrivare infine a Rieti, sede del traguardo.
La terza tappa, la più lunga e dura (217 km), prese il via da Rieti e si avviò in salita, via Poggio Moiano, fino a Orvinio (830 m s.l.m.); il percorso discese quindi verso la valle dell'Aniene fino a Subiaco, e da lì affrontò la salita verso gli Altipiani di Arcinazzo e il colle Cimetta (1011 m s.l.m.). La discesa seguente, via Alatri, portò la corsa a Frosinone (km 146), Ceprano e Pico; in quest'ultima località iniziò la terza ascesa, quella verso il Monte Croce, scollinato il quale si discese verso il mare via Itri, con traguardo posto a Formia. La quarta e ultima tappa, di 147 km, partì da Formia e, dopo la salita di Itri, giunse a Terracina, da qui transitò da Littoria (km 68) e Cisterna) per salire quindi verso i Colli Albani: si attraversarono nell'ordine Velletri, Ariccia e Rocca di Papa (km 119, dopo lo scollinamento al Santuario della Madonna del Tufo, quota 769 m s.l.m., discendendo quindi verso il Motovelodromo Appio di Roma, sede del traguardo finale.

## Tappe
| Tappa  | Data     | Percorso        | km  | Vincitore di tappa | Leader cl. generale |
| ------ | -------- | --------------- | --- | ------------------ | ------------------- |
| 1ª     | 6 aprile | Roma > Viterbo  | 151 | Antonio Andretta   | Antonio Andretta    |
| 2ª     | 7 aprile | Viterbo > Rieti | 165 | Guido Albanelli    | Maggiorino Grosso   |
| 3ª     | 8 aprile | Rieti > Formia  | 217 | Giovanni Valetti   | Giovanni Valetti    |
| 4ª     | 9 aprile | Formia > Roma   | 147 | Antonio Andretta   | Giovanni Valetti    |
| Totale | Totale   | Totale          | 680 |                    |                     |

## Dettagli delle tappe

### 1ª tappa
- 6 aprile: Roma > Viterbo – 151 km

Risultati
| Pos. | Corridore         | Squadra        | Tempo    |
| ---- | ----------------- | -------------- | -------- |
| 1    | Antonio Andretta  | V.C. Vicenza   | 4h42'00" |
| 2    | Maggiorino Grosso | S.C. Genova    | s.t.     |
| 3    | Carlo Romanatti   | U.S. Legnanese | s.t.     |

| Pos. | Corridore         | Squadra        | Tempo    |
| ---- | ----------------- | -------------- | -------- |
| 1    | Antonio Andretta  | V.C. Vicenza   | 4h42'00" |
| 2    | Maggiorino Grosso | S.C. Genova    | s.t.     |
| 3    | Carlo Romanatti   | U.S. Legnanese | s.t.     |

### 2ª tappa
- 7 aprile: Viterbo > Rieti – 165 km

Risultati
| Pos. | Corridore        | Squadra    | Tempo    |
| ---- | ---------------- | ---------- | -------- |
| 1    | Guido Albanelli  | V.S. Reno  | 5h11'09" |
| 2    | Camillo Erba     | S.C. Binda | s.t.     |
| 3    | Giovanni Valetti | S.C. Vigor | s.t.     |

| Pos. | Corridore         | Squadra     | Tempo    |
| ---- | ----------------- | ----------- | -------- |
| 1    | Maggiorino Grosso | S.C. Genova | 9h53'09" |
| 2    | Guido Albanelli   | V.S. Reno   | s.t.     |
| 3    | Camillo Erba      | S.C. Binda  | s.t.     |

### 3ª tappa
- 8 aprile: Rieti > Formia – 217 km

Risultati
| Pos. | Corridore          | Squadra       | Tempo    |
| ---- | ------------------ | ------------- | -------- |
| 1    | Giovanni Valetti   | S.C. Vigor    | 7h17'20" |
| 2    | Paride Scacchetti  | S.S. Guerra   | a 2'08"  |
| 3    | Antonio Fraccaroli | U.S. Milanese | a 2'50"  |

| Pos. | Corridore        | Squadra      | Tempo     |
| ---- | ---------------- | ------------ | --------- |
| 1    | Giovanni Valetti | S.C. Vigor   | 17h09'29" |
| 2    | Andrea Minasso   | G.S. Nazzaro | a 3'50"   |
| 3    | Guglielmo Segato | V.C. Vicenza | a 5'03"   |

### 4ª tappa
- 9 aprile: Formia > Roma – 147 km

Risultati
| Pos. | Corridore          | Squadra      | Tempo    |
| ---- | ------------------ | ------------ | -------- |
| 1    | Antonio Andretta   | V.C. Vicenza | 4h56'50" |
| 2    | Onorato Lolli      | Dop. Fiat    | s.t.     |
| 3    | Giovanni Cazzulani | S.C. Genova  | s.t.     |

| Pos. | Corridore        | Squadra      | Tempo     |
| ---- | ---------------- | ------------ | --------- |
| 1    | Giovanni Valetti | S.C. Vigor   | 22h06'19" |
| 2    | Andrea Minasso   | G.S. Nazzaro | a 3'50"   |
| 3    | Guglielmo Segato | V.C. Vicenza | a 5'03"   |

## Classifiche finali

### Classifica generale (Top 10)
| Pos. | Corridore          | Squadra       | Tempo     |
| ---- | ------------------ | ------------- | --------- |
| 1    | Giovanni Valetti   | G.S. Vigor    | 22h06'19" |
| 2    | Andrea Minasso     | G.S. Nazzaro  | a 3'50"   |
| 3    | Guglielmo Segato   | V.C. Vicenza  | a 5'03"   |
| 4    | Armando Zucchini   | V.S. Reno     | a 5'26"   |
| 5    | Antonio Fraccaroli | U.S. Milanese | a 5'57"   |
| 6    | Giovanni Cazzulani | S.C. Genova   | a 7'13"   |
| 7    | Attilio Morbiato   | V.C. Vicenza  | a 8'32"   |
| 8    | Onorato Lolli      | Dop. Fiat     | a 8'39"   |
| 9    | Paride Scacchetti  | S.S. Guerra   | a 9'06"   |
| 10   | Giovanni Vitali    | Bergamasca    | a 11'13"  |